# Maquillaje (álbum)
Maquillaje es el tercer y último álbum de la banda mexicana de rock alternativo Zurdok. El álbum fue grabado en los estudios de Capitol Records y en el estudio del productor de la banda Peter Reardon en Los Ángeles. Luego de la grabación completa del disco pero antes de la salida de este y de la filmación del primer sencillo, el teclista Gustavo "Catsup" Hernández anunció a la banda y producción su retiro permanente de Zurdok. Finalmente los miembros restantes se reagruparon para poder sacar a la venta su nuevo material.
La canción "Así es" fue lanzada como pre-sencillo en una versión descargable directamente del sitio web oficial de Zurdok el 15 de julio de 2001 antes del lanzamiento de Para siempre

## Lista de canciones
1. «Para siempre» - 3:53
2. «Así es» - 4:41
3. «De afuera hacia adentro» - 3:47
4. «Estático» - 4:00
5. «Interludio I» - 1:33
6. «Ligero como el viento» - 3:36
7. «Bien o mal» - 9:33
8. «Por el suelo y a correr» (tienes algo que esconder o sujetados a los pies) - 2:48
9. «Carros al cielo» - 3:04
10. «Sin explicación» - 3:46
11. «Interludio II» - 2:11
12. «Dentro de un mensaje» - 3:14

## Músicos
Zurdok:
- Chetes
- Maurizio Terracina
- David Izquierdo
- Fletch Sáenz

Músicos adicionales:
- Violines 1: Pedro Fundora, Daniel Dimov, Dimitar Siemeonov
- Violines 2: Mercedes Cisneros, Milko Milev, Bozhidar Shapov
- Violas: Alicher Kamilov, Stefan Drakchiev
- Cellos: Orlando Idrova, Alan Saucedo
- Contrabajo: Hernán González
- Flauta: Jesús Delgado
- Oboe: Bernard Dufrane
- Fagot: Alfredo Mojica
- Corno: Jesús Sánchez
- Trompetas: Jorge Orosco, Jesús Ríos
- Trombón: Eugenio Rosales
- Tuba: David Torres
- Arpa: Enrique Guzmán
- Glocken: Porto Farias
- Batería: Scott Devours
- Percusiones: Scottie Garrett
- Solo de Wurlitzer: Ryan Maynes

- Datos: Q6754322